# Elwendia kuhitangi
Elwendia kuhitangi är en växtart i släktet Elwendia och familjen flockblommiga växter.
Arten förekommer i Centralasien, från norra Iran och Afghanistan till Turkmenistan och Uzbekistan. Den beskrevs först av Sergej Arsenjevitj Nevskij och fick sitt nu gällande namn av Michail Pimenov och Jevgenij Kljujkov.